# Eulithidium
Eulithidium is een geslacht van weekdieren uit de klasse van de Gastropoda (slakken).

## Soorten
- Eulithidium adamsi (Philippi, 1853)
- Eulithidium affine (C. B. Adams, 1850)
- Eulithidium beaui (Robertson, 1958)
- Eulithidium bellum (M. Smith, 1937)
- Eulithidium comptum (Gould, 1855)
- Eulithidium cyclostoma (Carpenter, 1864)
- Eulithidium diantha (McLean, 1970)
- Eulithidium macleani (Marincovich, 1973)
- Eulithidium perforatum (Philippi, 1848)
- Eulithidium phasianella (Philippi, 1849)
- Eulithidium pterocladicum (Robertson, 1958)
- Eulithidium pulloides (Carpenter, 1865)
- Eulithidium rubrilineatum (Strong, 1928)
- Eulithidium substriatum (Carpenter, 1864)
- Eulithidium tessellatum (Potiez & Michaud, 1838)
- Eulithidium thalassicola (Robertson, 1958)
- Eulithidium umbilicatum (d'Orbigny, 1840)
- Eulithidium variegatum (Carpenter, 1864)